# 斯諾山
60°42′S 45°38′W / 60.700°S 45.633°W
斯諾山是南極洲的兩座山峰，位於南奧克尼群島中西格尼島中東部，兩座山峰相距0.5公里，海拔高度分別是240和265米，由冰雪封蓋，現時由南極條約體系管理。